# The Outrun
The Outrun ist ein Filmdrama von Nora Fingscheidt. Der Film basiert auf den Memoiren von Amy Liptrot, die auf den schottischen Orkney-Inseln geboren wurde und offen über ihre Alkoholabhängigkeit schrieb. Saoirse Ronan spielt im Film ihr Alter Ego Rona. Seine Weltpremiere feierte der Film im Januar 2024 beim Sundance Film Festival. In Europa wurde The Outrun knapp einen Monat später auf der Berlinale gezeigt. Ende September 2024 kam der Film im Vereinigten Königreich in die Kinos, Anfang Dezember 2024 in Deutschland.

## Handlung

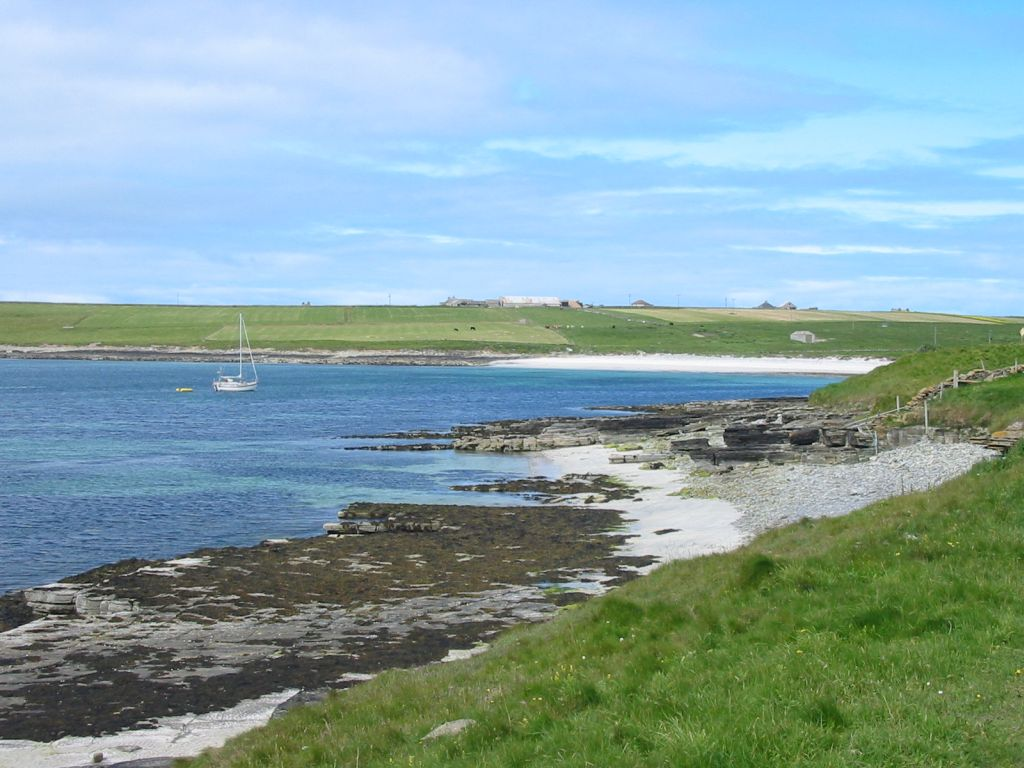
Die Orkney-Inseln würden als Spiegelbild von Ronas innerer Unbeständigkeit dargestellt, so David Ehrlich in seiner Kritik

Nachdem Rona in London ein Leben am Rande des Abgrunds geführt hat und frisch aus der Reha entlassen wurde, kehrt sie auf die schottischen Orkney-Inseln zurück, nachdem sie mehr als ein Jahrzehnt weg war. Ihre Eltern leben getrennt, und Rona zieht bei ihrer Mutter Annie ein. Ihr Vater Andrew, dessen landwirtschaftlicher Betrieb sich in einer finanziellen Notlage befindet, lebt in einem Wohnwagen. Rona hilft ihm daher auf der Schaffarm, wo sie aufwuchs. Dort vermischen sich immer wieder Erinnerungen an ihre Kindheit mit den jüngsten katastrophalen Ereignissen, die sie auf den Weg der Besserung gebracht haben.
Trotz seiner manischen Höhenflüge und seines furchteinflößenden Verhaltens in ihrer Kindheit liebt Rona ihren Vater Andrew, der bipolar ist. Während ihre Mutter Halt in ihrer Religion und die Nähe zu Gott suchte, blieb Rona ihrem Vater immer nahe.
Nach einiger Zeit nimmt Rona einen Job bei der Royal Society for the Protection of Birds an und ist nun damit beschäftigt, jede bewohnte Insel der Orkneys nach Wachtelkönigen abzusuchen, einer einst verbreiteten Vogelart, deren Population jedoch stark zurückgegangen ist und die auf die Liste der gefährdeten Tiere gesetzt wurde. Der Job ist eintönig, doch hat Rona dabei viel Zeit zum Nachdenken.
Rona zieht noch weiter nördlich, auf die kleine, abgelegene Insel Papa Westray, wo sie eine Hütte anmietet, und erfährt hier die ausgesprochene Gastfreundlichkeit der Bewohner. Freudig kann Rona ihrer in London lebenden Freundin über Facetime berichten, dass es ihr hier so gut geht wie schon lange nicht mehr.

## Produktion

### Regie und Drehbuch
„Unter den wirbelnden Rotorblättern eines Helikopters hält eine junge Frau ihr Neugeborenes im Arm, als man sie im Rollstuhl über die Start- und Landebahn des Inselflughafens einem Mann in Zwangsjacke entgegenschiebt, der im Rollstuhl aus der entgegengesetzten Richtung auf sie zugeschoben wird.“

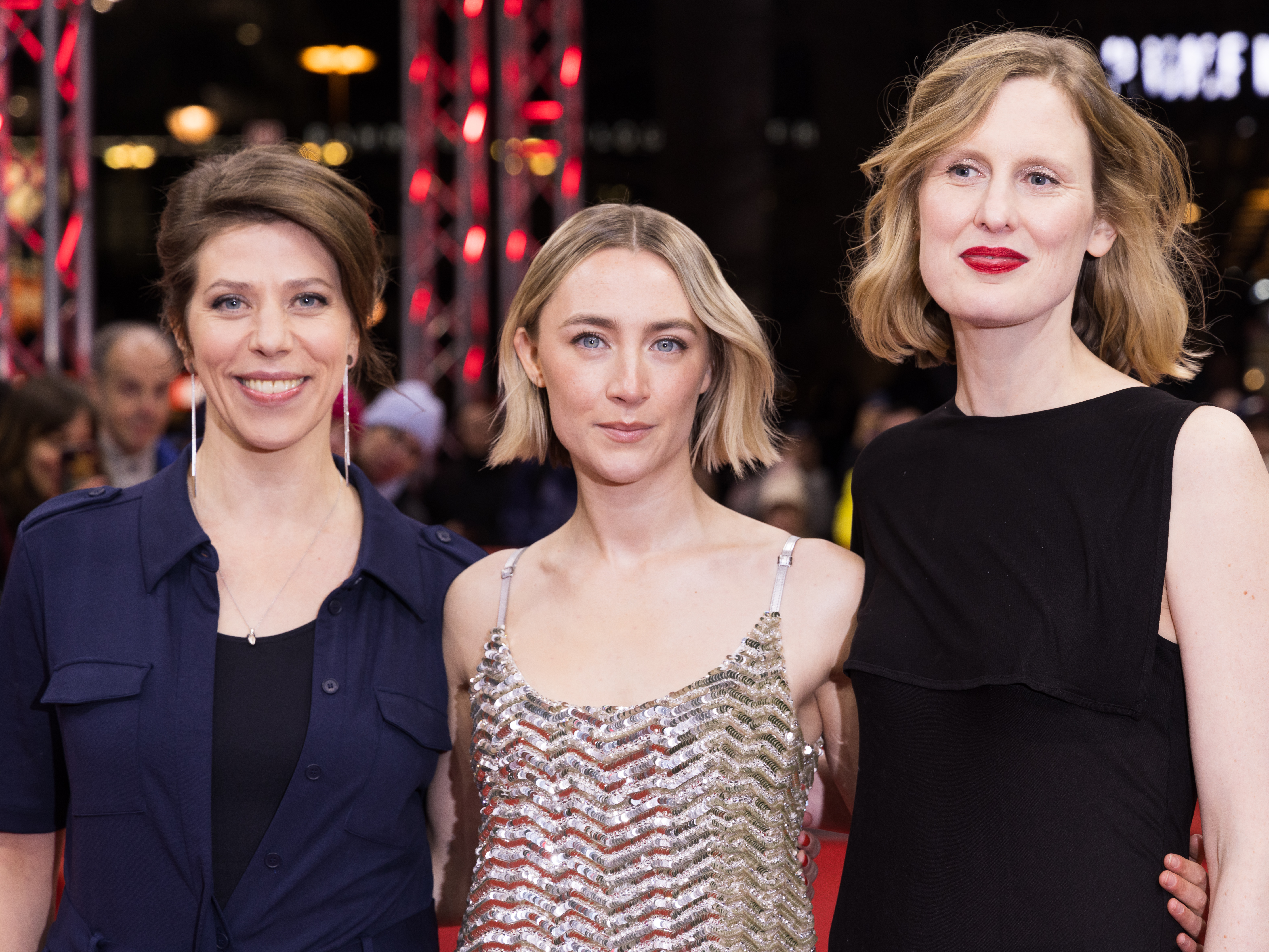
Regisseurin Nora Fingscheidt, Hauptdarstellerin Saoirse Ronan und Autorin Amy Liptrot bei der Vorstellung des Films auf der Berlinale 2024

Regie führte Nora Fingscheidt. Das auf Amy Liptrots Memoiren basierende Drehbuch schrieb Fingscheidt gemeinsam mit der Autorin. In einer deutschen Übersetzung von Bettina Münch wurden diese im Jahr 2019 unter dem Titel Nachtlichter im btb Verlag veröffentlicht. Liptrot beschreibt darin, wie sie zu ihrem Elternhaus auf den Orkney-Inseln zurückkehrte, nachdem sie in London Alkoholikerin geworden war. Liptrot wurde für ihre Arbeit 2016 mit dem Wainwright-Preis und 2017 mit dem Ackerley-Preis des PEN-Zentrums ausgezeichnet.
Der englische Begriff „Outrun“, der Titel von Buch und Film, bezieht zum einen auf abgelegene Weideflächen in der Landwirtschaft, wie sie auf den Orkney-Inseln zu finden sind, gleichzeitig aber auch auf das Verb „outrun“, etwas „hinter sich lassen“.

### Besetzung und Synchronisation
Saoirse Ronan spielt in der Hauptrolle Liptrots Alter Ego Rona. Sie ist neben Dominic Norris, Jack Lowden und Sarah Brocklehurst auch eine der Produzentinnen des Films. Paapa Essiedu spielt Ronas Exfreund Daynin. In weiteren Rollen sind Stephen Dillane als Ronas Vater Andrew, Saskia Reeves als ihre Mutter Annie und Lauren Lyle als Julie zu sehen.
Die deutsche Synchronisation entstand nach einem Dialogbuch und der Dialogregie von Kathrin Neusser im Auftrag der  EVA Studios Germany GmbH in Berlin.
| Darsteller       | Synchronsprecher     | Rolle                  |
| ---------------- | -------------------- | ---------------------- |
| Saoirse Ronan    | Yvonne Greitzke      | Rona                   |
| Sweyn Hunter     | Hanns Jörg Krumpholz | AA-Gruppe James        |
| Stephen Dillane  | Tom Vogt             | Andrew                 |
| Saskia Reeves    | Silvia Mißbach       | Annie                  |
| Seamus Dillane   | Dennis Herrmann      | Barmann James          |
| Naomi Wirthner   | Harriet Kracht       | Beraterin Amanda       |
| Martin Gray      | Michael Tietz        | Calum                  |
| Paapa Essiedu    | Malick Bauer         | Daynin                 |
| Aniya Sekkanu    | Meike Finck          | Dr. Rasamalar          |
| Gillian Dearness | Silke Matthias       | Elena                  |
| Kyle Mackay      | Julian Bloedorn      | Farmer Robin           |
| Izuka Hoyle      | Samina König         | Gloria                 |
| Alexandre Afjool | Sascha Werginz       | Ivan                   |
| Lauren Lyle      | Julie Bonas          | Julie                  |
| Liam Smith       | Tino Mewes           | junger Mann aus Orkney |
| Ammar Younis     | Nicolas Rathod       | Rehab Aahil            |
| Jamie Crew       | Bastian Sierich      | Rehab Steven           |
| Freya Evans      | Clara Matthias       | Rona (jung)            |
| Nabil Elouahabi  | Samir Fuchs          | Samir                  |
| Tim Dodman       | Ulrich Blöcher       | Simon                  |
| David Garrick    | Thomas Wenke         | Türsteher Dave         |

### Filmförderung, Dreharbeiten und weitere Elemente
Der Film erhielt Produktionsförderungen von der Filmförderungsanstalt in Höhe von 350.000 Euro, von der Film- und Medienstiftung NRW und der MOIN Filmförderung Hamburg Schleswig-Holstein jeweils in Höhe von 150.000 Euro und vom Medienboard Berlin-Brandenburg in Höhe von 300.000 Euro. Von der Filmförderungsanstalt erhielt der Film eine Verleihförderung in Höhe von 150.000 Euro.
Die Dreharbeiten wurden im Juli 2022 auf den Orkney-Inseln begonnen und im September 2022 beendet. Aufnahmen entstanden dort auch an den Originalorten aus Liptrots Kindheit, so in dem kleinen Häuschen, in dem sie zwei Jahre überwintert hat. Weitere Aufnahmen entstanden in England. Als Kameramann fungierte der Schweizer Yunus Roy Imer, mit dem Fingscheidt bereits für Systemsprenger zusammenarbeitete.
Der Film arbeitet mit Rückblenden in die Zeit von Rona als Studentin vor dem Absturz und in ihre Kindheit, für den Zuschauer an Ronas veränderter Haarfarbe erkennbar, dokumentarischem Material, Fotografien bis hin zu animierten Sequenzen zur Darstellung von Ronas Gefühls- und Gedankenwelt.

### Filmmusik und Veröffentlichung
Die Filmmusik komponierten der Saxophonist John Gürtler und der deutsche Jazzmusiker Jan Miserre, die zuletzt gemeinsam für Filme wie Die Adern der Welt von Byambasuren Davaa,  A Pure Place von Nikias Chryssos und Leere Netze von Behrooz Karamizade tätig waren. Das Soundtrack-Album mit insgesamt 18 Musikstücken wurde am 13. September 2024 von Decca Records als Download veröffentlicht.
Die Weltpremiere fand am 19. Januar 2024 beim Sundance Film Festival statt. Die europäische Premiere erfolgte im Februar 2024 bei den Internationalen Filmfestspielen Berlin. Dort wurde The Outrun in die Sektion Panorama aufgenommen. Am 29. Februar 2024 eröffnete The Outrun das Luxembourg City Film Festival. Im Juni 2024 wurde der Film beim Sydney Film Festival vorgestellt. Mitte August 2024 eröffnete der Film das Edinburgh Filmfestival. Mitte August 2024 wurde er beim Melbourne International Film Festival vorgestellt und Ende August 2024 beim New Zealand International Film Festival. Ende August, Anfang September 2024 wurde The Outrun beim Telluride Film Festival vorgestellt. Hier wurde Ronan mit dem Silver Medallion Award geehrt. Der Kinostart im Vereinigten Königreich erfolgte am 27. September 2024. In den USA war die Kinopremiere am 4. Oktober 2024 und in Deutschland am 5. Dezember 2024. In Österreich wurde der Film Ende Oktober 2024 bei der Viennale erstmals gezeigt. Ende Januar, Anfang Februar 2025 wird The Outrun beim Göteborg International Film Festival vorgestellt.

## Rezeption

### Kritiken und Einsatz im Unterricht
Von den bei Rotten Tomatoes aufgeführten Kritiken sind 82 Prozent positiv bei einer durchschnittlichen Bewertung mit 7,5 von 10 möglichen Punkten. Bei Metacritic erhielt der Film einen Metascore von 72 von 100 möglichen Punkten.

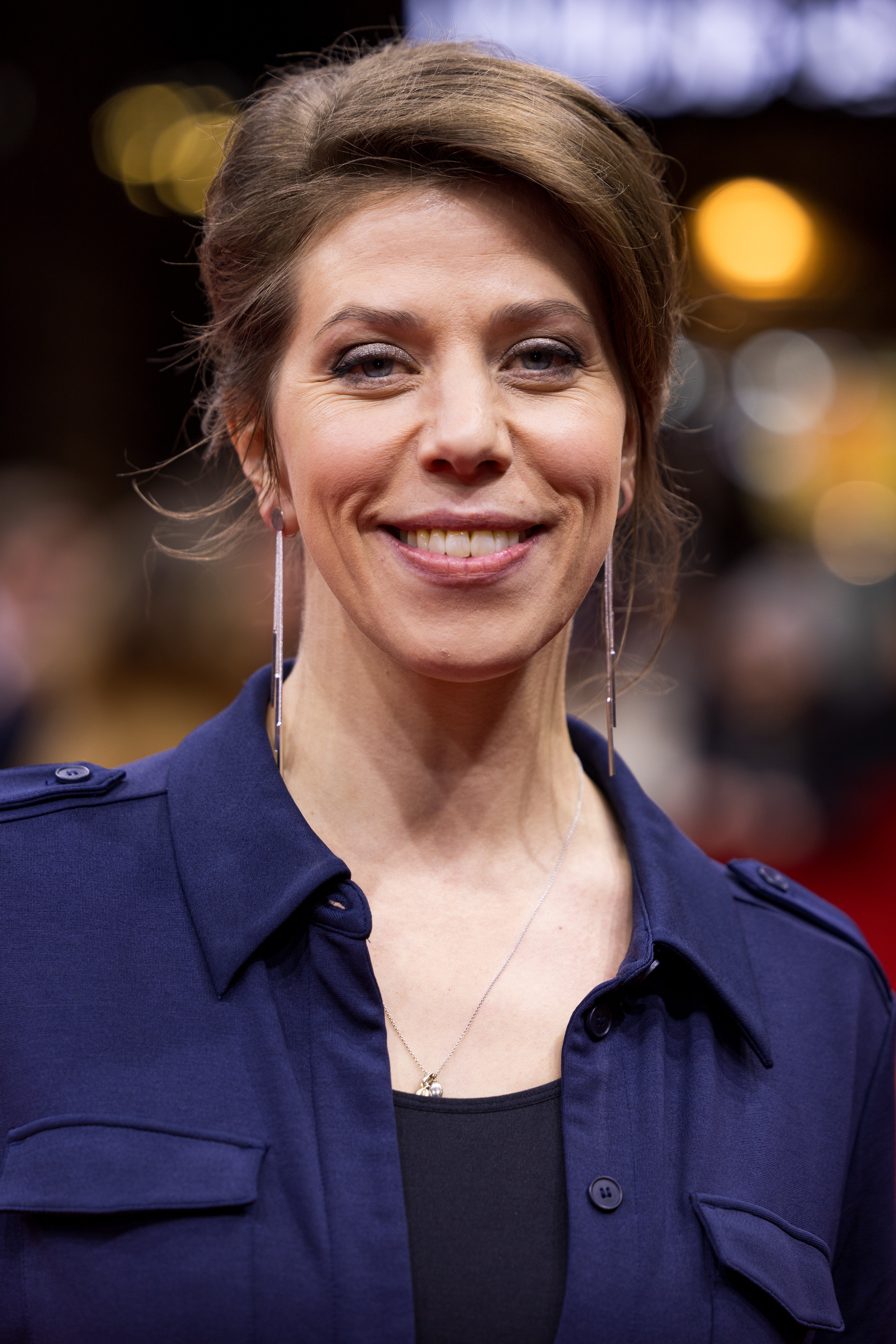
Regisseurin Nora Fingscheidt bei der Vorstellung des Films auf der Berlinale

David Ehrlich von IndieWire schreibt in seiner Kritik, der Film erzähle eine Geschichte über die menschliche Fähigkeit zur Transformation, auch wenn sich Rona nur in sich selbst verwandele. Würden die Orkney-Inseln zunächst als Spiegelbild von Ronas innerer Unbeständigkeit dargestellt, werde Rona irgendwann auch zum Spiegelbild der ewigen Beharrlichkeit der Inseln, eine Umkehrung, die sich bereits in dem autobiografischen Roman von Amy Liptrot finde. Auch wenn der Zuschauer wisse, dass Rona irgendwann einen Rückfall erleiden wird, spiele Regisseurin Nora Fingscheidt in The Outrun diesen Moment nicht aus und zeige diesen ohne Freude an dieser Unvermeidlichkeit. Der Film nutze den Rückfall vielmehr als Einladung für Rona, in sich eine neue Stärke zu entdecken, anstatt ihn als einen Moment der Schwäche darzustellen.
Caspar Boehme schreibt in seiner Kritik in der taz, die Energie von The Outrun entstehe zum Teil durch die oft heftigen Schnitte quer durch die verschiedenen Stationen in Ronas Entwicklung. Vor allem aber sei es Saoirse Ronans Fähigkeit, ihre Figur in einer Weise zerrissen zu zeigen, die verschreckend und einnehmend zugleich ist. Fingscheidt verstehe sich darauf, ihre Darstellerinnen an heikle Punkte zu führen, und gegenüber Systemsprenger habe sie ihren Ansatz noch einmal verfeinert.
Roland Meier erklärt in seiner Kritik bei outnow.ch, die von Ronan mit brachialer Entrücktheit gespielte Rona sei dem Kind aus Fingscheids Systemsprenger wesensverwandt, und er beschreibt sie als „eine unsympathische Figur, der man gezwungenermassen folgt, weil der Plot es so will, in einer schwer fassbaren Geschichte mit vielen Zeitsprüngen.“ Amy Liptrot habe zusammen mit Fingscheidt ihre Erzählung raffiniert auf die Leinwand gebracht, und sie würden dabei auch Fragen zum Begriff Heimat aufwerfen: „Verliert man das Gefühl für sie, wenn man sie verlässt, oder nimmt man die Probleme mit, wohin man auch geht?“
Das Onlineportal kinofenster.de empfiehlt den Film ab der 10. Klasse für die Unterrichtsfächer Englisch, Deutsch, Ethik, Psychologie und Erdkunde/Geografie und bietet Materialien zum Film für den Unterricht.

### Auszeichnungen
Bayerischer Filmpreis 2024
- Nominierung als Bester Film[41]

Biarritz Film Festival 2024
- Auszeichnung mit dem Pass Culture Jury Prize (Nora Fingscheidt)
- Auszeichnung mit dem Schauspielpreis (Saoirse Ronan )[42]

British Academy Film Awards 2025
- Nominierung als Bester britischer Film (Nora Fingscheidt, Sarah Brocklehurst, Dominic Norris, Jack Lowden, Saoirse Ronan und Amy Liptrot)
- Nominierung als Beste Hauptdarstellerin (Saoirse Ronan)[43]

British Independent Film Awards 2024
- Nominierung als Bester britischer Independent-Film (Nora Fingscheidt, Amy Liptrot, Sarah Brocklehurst, Dominic Norris, Jack Lowden und Saoirse Ronan)
- Nominierung für die Beste Regie (Nora Fingscheidt)
- Nominierung für das Beste Drehbuch (Nora Fingscheidt und Amy Liptrot)
- Nominierung als Beste Hauptdarstellerin (Saoirse Ronan)
- Nominierung für die Beste Kamera (Yunus Roy Imer)
- Nominierung für den Besten Schnitt (Stephen Bechinger)
- Nominierung für das Beste Make-up und Hair Design (Kat Morgan)
- Nominierung für die Beste Filmmusik (John Gürtler und Jan Miserre)
- Nominierung für den Besten Ton (Dominik Leube, Oscar Stiebitz, Jonathan Schorr und Gregor Bonse)[44]

Deutscher Kamerapreis 2025
- Nominierung in der Kategorie „Fiktion Kino“ (Yunus Roy Imer)
- Auszeichnung für den Besten Filmschnitt in der Kategorie „Fiktion Kino“ (Stephan Bechinger)[45]

Festival des deutschen Films 2025
- Nominierung für den  Rheingold Publikumspreis[46]

Film Festival Cologne 2024
- Nominierung im NRW-Wettbewerb[47]

Film Fest Gent 2024
- Nominierung im Wettbewerb[48]

Gotham Awards 2024 (Saoirse Ronan)
- Nominierung für den Darstellerpreis (Saoirse Ronan)[49]

Internationale Filmfestspiele Berlin 2024
- Nominierung für den Panorama Publikumspreis (Nora Fingscheidt)

Irish Film and Television Awards 2025
- Nominierung als Bester internationaler Film
- Auszeichnung als Beste Hauptdarstellerin (Saoirse Ronan)[50][51]

London Critics’ Circle Film Awards 2025
- Nominierung für den Philip French Award (Amy Liptrot)
- Auszeichnung als Beste Hauptdarstellerin (Saoirse Ronan)
- Nominierung in der Kategorie British/Irish Performer of the Year (Saoirse Ronan)[52][53]

Satellite Awards 2025
- Nominierung als Beste Hauptdarstellerin (Saoirse Ronan)[54]